# Obyčtov
Obyčtov (in tedesco Obicztau) è un comune ceco situato nel distretto di Žďár nad Sázavou, nella regione di Vysočina.